# Max Kohler
 Max Kohler (* 6. Oktober 1919 in Solothurn, Schweiz; † 1. April 2001, Zürich, Schweiz) war ein Schweizer Maler und Grafiker. Er gehört zu den bedeutenden Vertretern der Abstrakten Malerei und Druckgrafik nach dem Zweiten Weltkrieg.

## Leben
Max Kohlers Kunst fand insbesondere in den 1950er und 1960er Jahren internationale Aufmerksamkeit. Im Jahr 1959 war Kohler Teilnehmer der documenta 2 in Kassel in der Abteilung Grafik. Er wohnte und arbeitete den grössten Teil seines Lebens in Paris und Bern. In Aarau schloss er sich der Ateliergemeinschaft Ziegelrain an, die sich aus der Gruppe Aarau um Heiner Kielholz, Christian Rothacher und Hugo Suter entwickelt hatte.